# 刚果民主共和国政治
刚果民主共和国的政治是在从刚果内战过渡到半总统共和国的共和国框架内进行的。
2005年12月18日至19日，刚果民主共和国就宪法草案成功地进行了全国全民投票，为2006年的选举创造了舞台。投票过程虽然由于缺乏基础设施而在技术上困难，但由民主刚果独立选举委员会在联合国驻民主刚果特派团（联刚特派团）的支持下进行和组织。联合国的早期报告显示，投票大部分是和平的，但在饱受战争蹂躏的东部和卡赛斯的许多地区引发了骚乱。
2006年，许多民主刚果人抱怨说，宪法是一份相当模棱两可的文件，并不知道其内容。部分原因是该国文盲率高。然而，临时总统卡比拉敦促民主刚果人投赞成票，称宪法是民主刚果未来和平的最大希望。共有约2500万刚果人参加了为期两天的投票。根据2006年1月公布的结果，宪法得到84%的选民的批准。新宪法还旨在下放权力，将这个广大国家划分为25个自治省份。
刚果民主共和国的首次民主选举于2006年7月30日举行。